# Superficie di Callisto

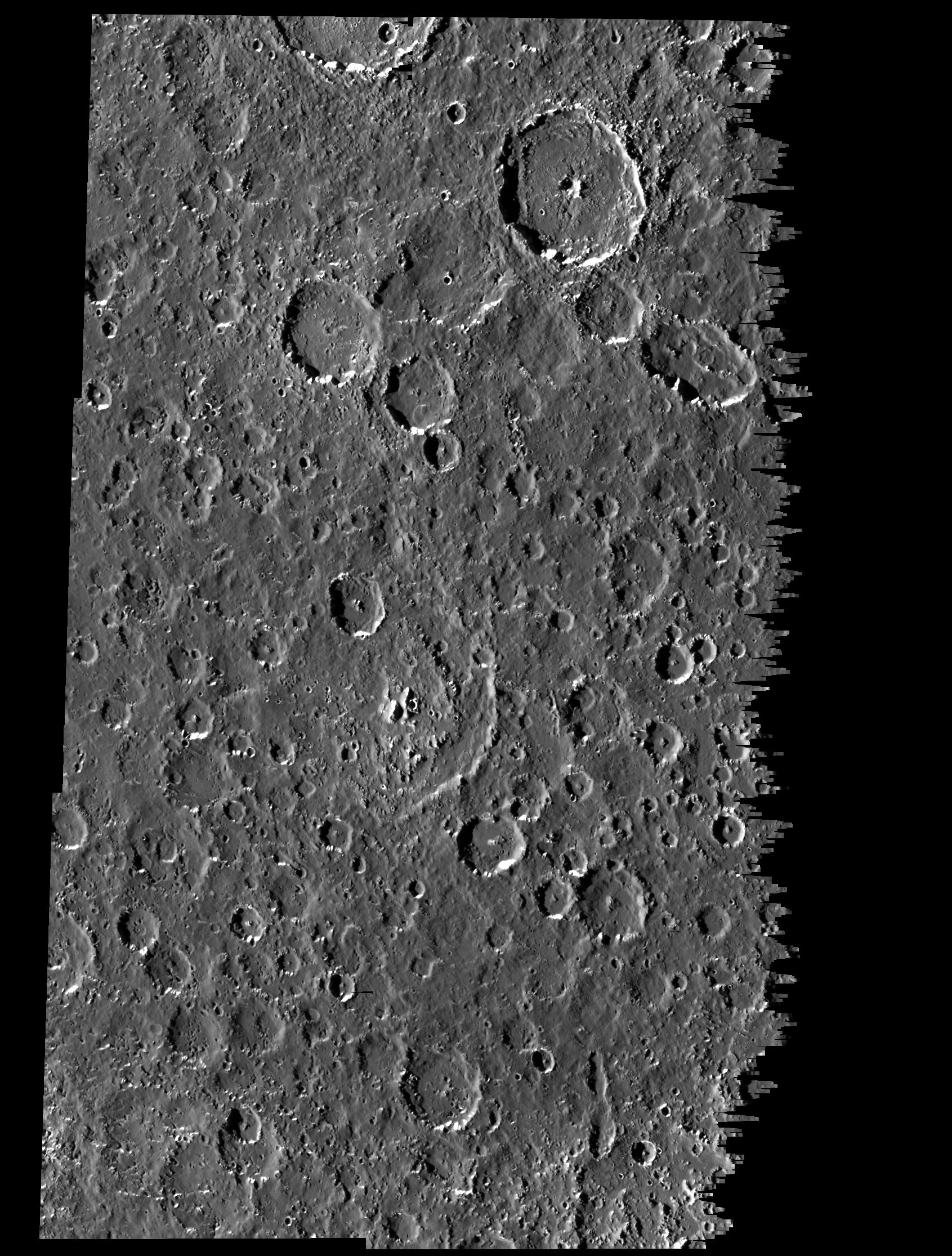
Pianura craterica (Cortesia NASA/JPL-Caltech)

L'antica superficie di Callisto è una delle più pesantemente craterizzate del sistema solare e la densità dei crateri è prossima al limite di saturazione, dal momento che ogni nuovo cratere tenderà a eroderne uno precedente. In effetti, i crateri da impatto e i loro anelli concentrici  - insieme alle fratture, scarpate e depositi a essi comunemente associati - sono la sola struttura presente su Callisto; la geologia a grande scala è relativamente semplice: non vi sono grandi montagne o altre caratteristiche prominenti che siano testimonianza di una passata attività tettonica. Questo potrebbe dipendere dalla natura ghiacciata della superficie callistiana, dove i crateri e le montagne più grandi vengono cancellati dallo scorrimento del ghiaccio durante tempi geologici.
La superficie di Callisto può essere divisa in diverse parti geologicamente differenti: le pianure crateriche, le pianure chiare, le pianure luminose o lisce e vari complessi associati con crateri e i loro anelli concentrici. Le pianure crateriche costituiscono la maggior parte della superficie e sono ciò che rimane della vecchia litosfera, un insieme di ghiaccio e materiali rocciosi. Presentano un'albedo media di 0,2. Le pianure chiare sono circolari o ellittiche e presentano un'albedo leggermente superiore rispetto alle pianure crateriche. Tra di esse sono inclusi alcuni crateri da impatto, come il Burr e il Lofn, i resti sbiaditi di vecchi crateri, indicati come palinsesti, le parti centrali delle strutture ad anelli e macchie isolate nelle pianure crateriche. Si ritiene che le pianure chiare siano depositi di ghiaccio creatisi a seguito di un impatto. Le pianure luminose e lisce rappresentano solo una piccola frazione della superficie di Ganimede e sono presenti nelle zone di Valhalla e Asgard dove si alternano depressioni a corrugamenti della superficie e come macchie isolate nelle pianure crateriche. Si credeva fossero connesse ad attività endogena, ma le immagini a elevata risoluzione raccolte dalla sonda Galileo hanno indicato che esse sono correlate con terreni pesantemente fratturati e nodosi, senza mostrare alcun segno di un'eventuale riemersione di materiale. Le immagini della sonda Galileo hanno anche mostrato aree piccole, lisce e scure che coprono complessivamente meno di 10,000 km2, che sembrano circondare il terreno circostante. Potrebbero essere depositi criovulcanici. Sia le regioni più chiare sia quelle lisce e luminose sono in qualche modo più giovani e meno craterizzate delle pianure crateriche sullo sfondo.

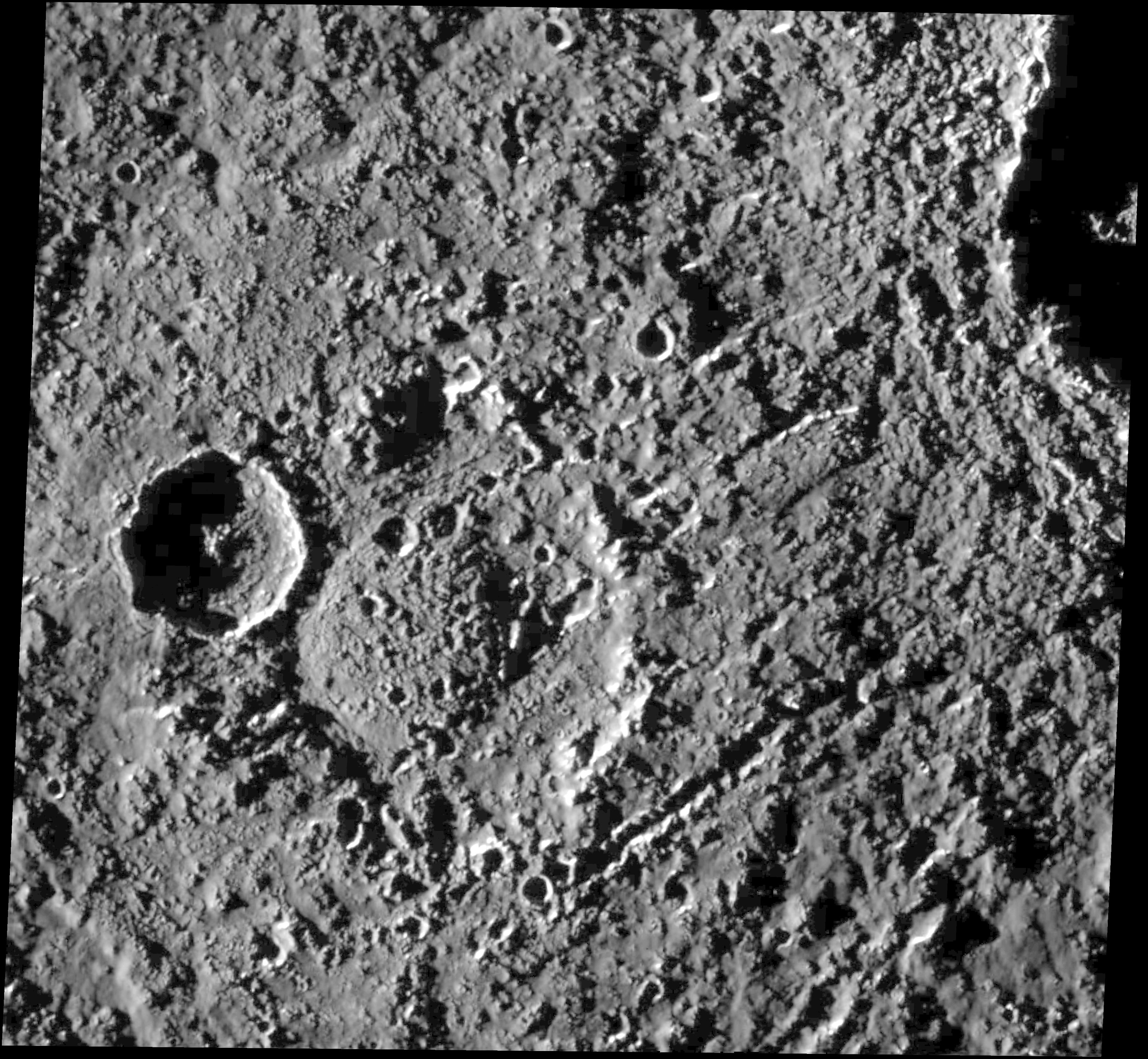
Il cratere da impatto Hár con un rilievo centrale (Cortesia NASA/JPL-Caltech)

I diametri dei crateri da impatto sono compresi tra 0,1 km - limite imposto dalla risoluzione delle immagini oggi disponibili della superficie di Callisto - e più di 100 km, senza contare le strutture ad anelli concentrici. I crateri con diametro inferiore ai 5 km hanno la forma di una scodella dal fondo piatto. Quelli compresi tra i 5 e i 40 km presentano generalmente un picco centrale. Strutture da impatto più grandi, con diametri compresi tra 25–100 km presentano una cavità centrale invece del picco, come ad esempio il cratere Tindr. I crateri più grandi, con diametro superiore ai 60 km possono avere rilievi centrali detti dome (cupola), che si crede risultino da un sollevamento tettonico a seguito dell'impatto; come esempio possono essere citati i crateri Doh e Har. Un numero ristretto di crateri d'impatto brillanti e di notevoli dimensioni - superiori ai 100 km in diametro - mostrano geometrie anomale dei rilievi centrali, che si presentano stranamente bassi e sembrano piuttosto elementi transitori verso la formazione di strutture ad anelli concentrici. Un esempio del caso è il cratere Lofn. I crateri presenti su Callisto sono in generale meno profondi di quelli presenti sulla Luna.

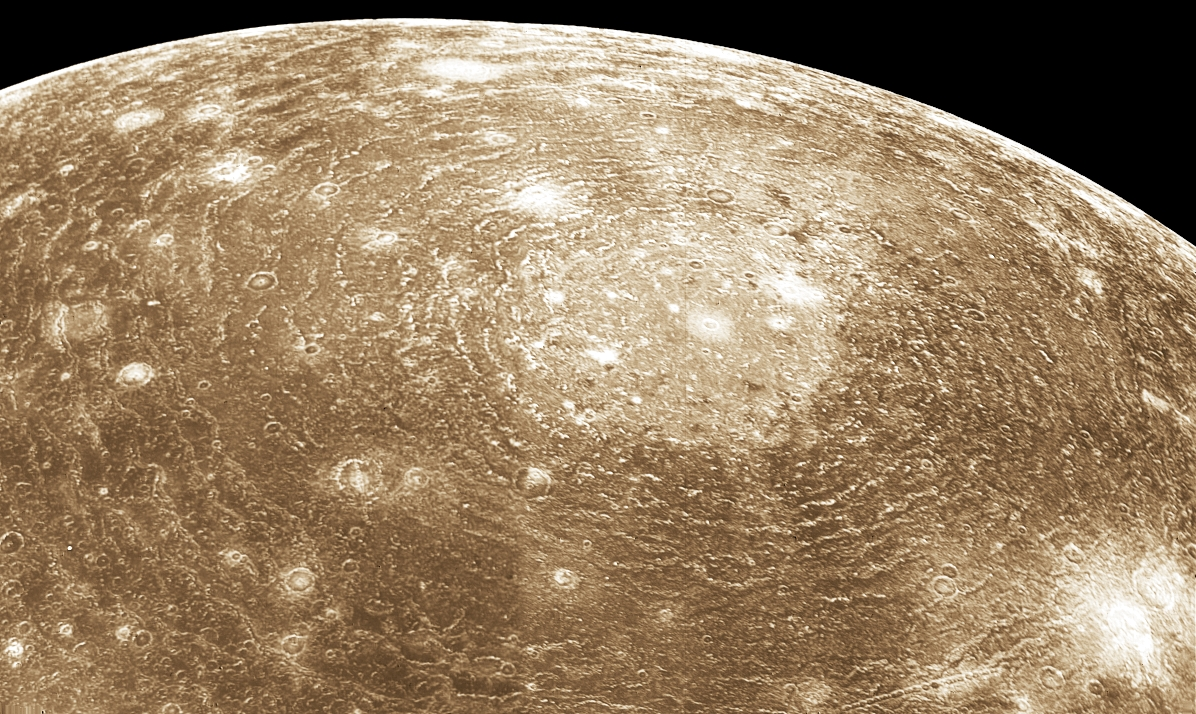
La struttura ad anelli concentrici di Valhalla (Cortesia NASA/JPL-Caltech)

Le strutture di impatto più grandi presenti sulla superficie di Callisto sono bacini ad anelli concentrici. Due in particolare raggiungono dimensioni enormi: Valhalla, la più grande, presenta una regione centrale brillante di 600 km di diametro e anelli concentrici che raggiungono i 1500 km dal centro (vedi figura a lato); la seconda, Asgard, presenta un diametro esterno di 1400 chilometri. Le strutture ad anelli concentrici sono probabilmente derivate, in seguito a un impatto, dalla fratturazione concentrica di una litosfera poggiata su di un materiale morbido o forse liquido, eventualmente anche un oceano. Le catenae - ad esempio la Gomul Catena - sono lunghe catene di crateri da impatto allineati sulla superficie. Sono state probabilmente originate da oggetti che sono stati frammentati dalle forze di marea di Giove prima di cadere su Callisto. Strutture analoghe sono presenti anche sulla superficie di Ganimede. Inoltre, la cometa Shoemaker-Levy 9 rappresenta un esempio recente di un corpo celeste che, catturato da Giove, non ha potuto resistere alle forze mareali del pianeta, frantumandosi in 21 frammenti prima di cadere sul pianeta stesso.
Sulla superficie di Callisto sono presenti piccole macchie di ghiaccio d'acqua puro, con un'albedo dell'80%, circondate da materiale molto più scuro. Immagini ad alta risoluzione raccolte dalla sonda Galileo hanno mostrato che tali strutture sono prevalentemente posizionate su elevazioni della superficie: bordi craterici, scarpate, creste e increspature del terreno. Gli studiosi ritengono che siano depositi di brina d'acqua. Il materiale scuro, che appare liscio, è presente generalmente nei bassopiani che circondano le strutture brillanti. Spesso forma strutture che raggiungono i 5 km di diametro all'interno del fondo dei crateri e nelle depressioni presenti tra di essi.

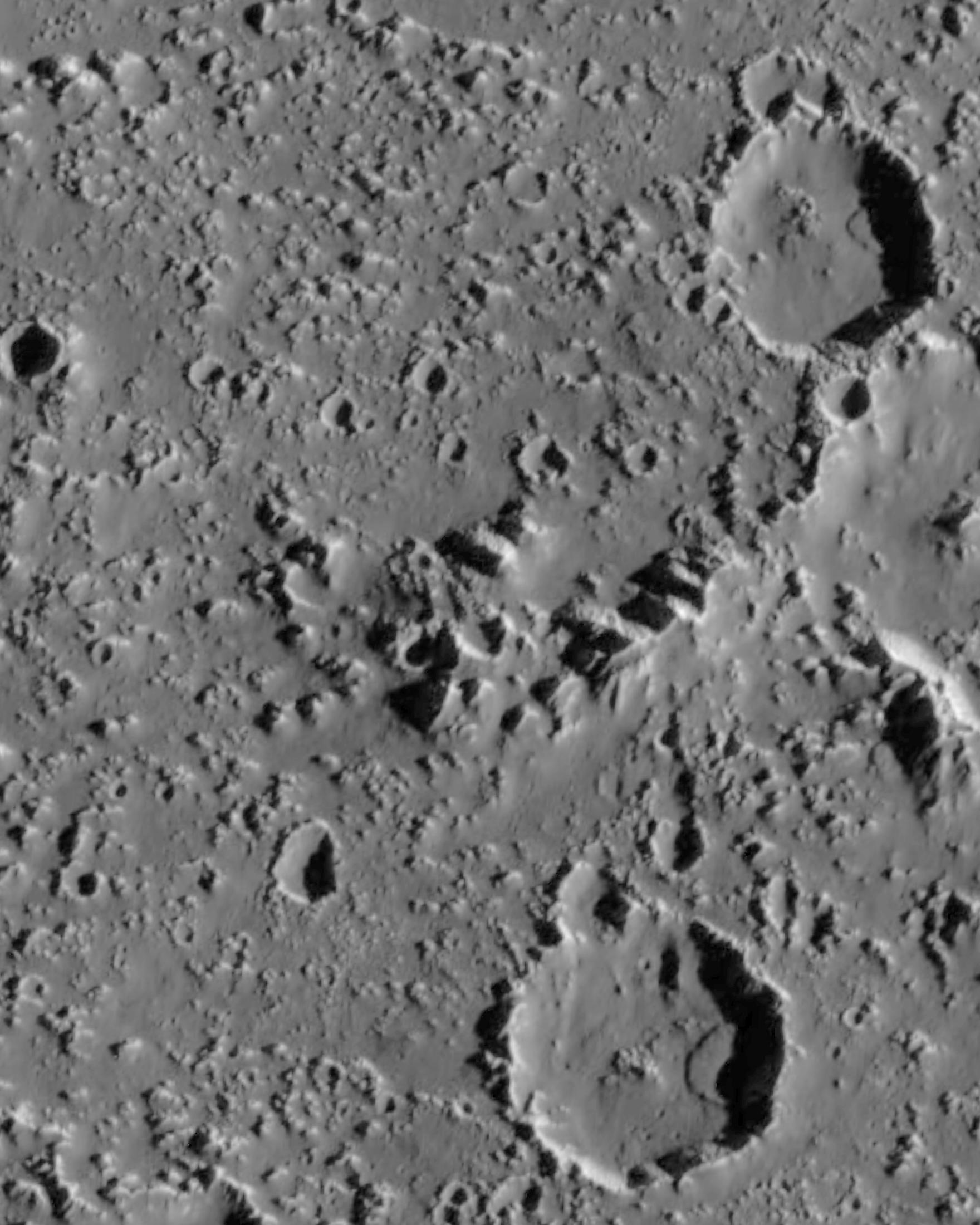
Frane e piccole increspature del terreno (Cortesia NASA/JPL-Caltech)

Alla scala chilometrica, la superficie di Callisto è più degradata delle superfici degli altri satelliti medicei. Tipicamente si osserva un deficit nel numero dei piccoli crateri, con diametro inferiore al chilometro, in paragone ad esempio con le pianure scure su Ganimede. Invece dei piccoli crateri, le caratteristiche superficiali pressoché onnipresenti sono piccole increspature e fosse. Gli studiosi ritengono che le increspature siano ciò che resta di bordi craterici degradati da un processo ancora sconosciuto. Il candidato più probabile è la lenta sublimazione del ghiaccio, consentita a temperature superiori a 165 K, che possono essere raggiunte quando il Sole è a mezzogiorno. La sublimazione di acqua o altre sostanze volatili dal ghiaccio sporco che costituisce il basamento, ne causa la decomposizione, mentre i residui formano valanghe di macerie che discendono dalle pareti crateriche. Tali valanghe sono state osservate in prossimità e all'interno di crateri da impatto e sono state denominate "grembiuli di detriti" (debris aprons). Alcune pareti crateriche sono tagliate da incisioni sinuose che sembrano valli, chiamate "canali di scolo" (gully), che assomigliano ad alcune strutture superficiali marziane. Nell'ipotesi che la sublimazione del ghiaccio abbia determinato le caratteristiche superficiali oggi osservate su Callisto, il materiale scuro che si osserva nelle depressioni può essere interpretato come una copertura composta da detriti, originatisi dalla degradazione dei bordi craterici e che ha coperto un basamento preminentemente di ghiaccio.
L'età relativa fra differenti unità di superficie può essere determinata dalla densità dei crateri di impatto in ognuna di esse. Più vecchia è la superficie, più è densa la popolazione craterica. Non sono state ancora eseguite datazioni complete, ma basandosi su considerazioni teoriche, per le pianure crateriche è stimata un'età di ~4,5 miliardi di anni. Possono quindi essere fatte risalire alla formazione del Sistema solare. La datazione delle strutture ad anelli concentrici e dei singoli crateri da impatto dipende dalla velocità di craterizzazione adottata per lo sfondo e sono stimate età differenti da studiosi diversi, generalmente comprese tra 1 e 4 miliardi di anni.